# NMBS/SNCB
NMBS (Nationale Maatschappij der Belgische Spoorwegen em neerlandês) ou SNCB (Société Nationale des Chemins de fer Belges em francês) é a empresa ferroviária nacional belga, criada em 1926.
Em 2005 a NMBS/SNCB foi dividida em três empresas distintas de forma a se poder adaptar às normas europeias de liberização do transporte ferroviário – a Infrabel, que gere a infra-estrutura ferroviária e a exploração e acesso à rede, a NMBS propriamente dita, que gere o serviço de passageiros e mercadorias e a NMBS/SNCB-Holding, proprietária das duas empresas, que supervisiona a colaboração entre ambas.